# Ulica Staromiejska w Katowicach

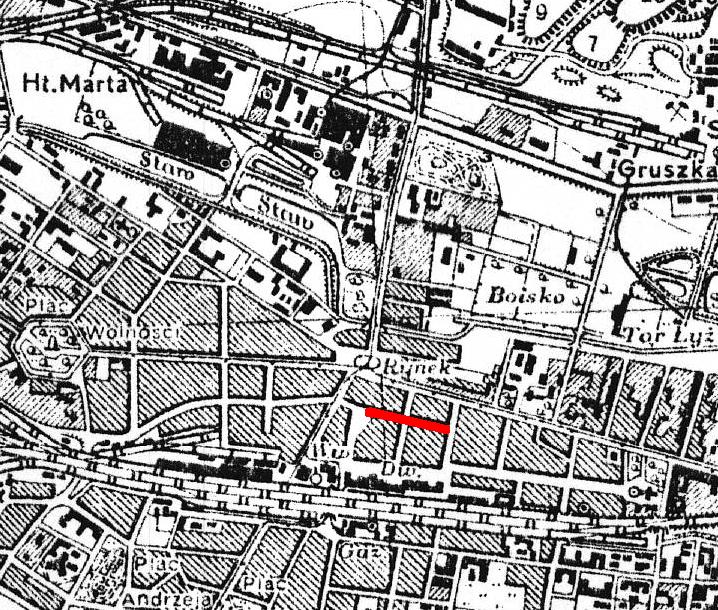
Ulica, zaznaczona czerwoną linia, na mapie Wojskowego Instytutu Geograficznego z 1933

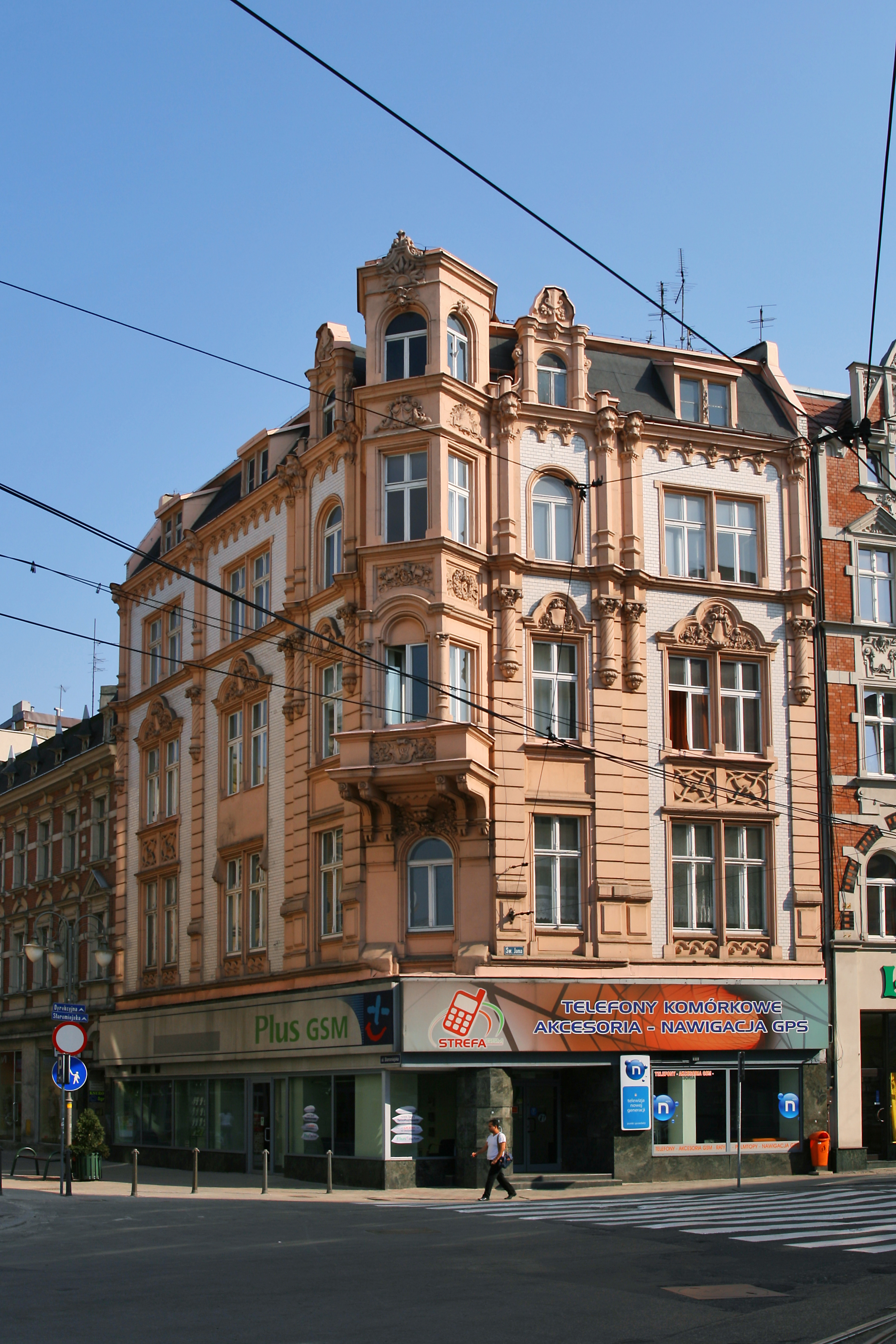
Zabytkowa kamienica (ul. Staromiejska 1, róg z ul. św. Jana)

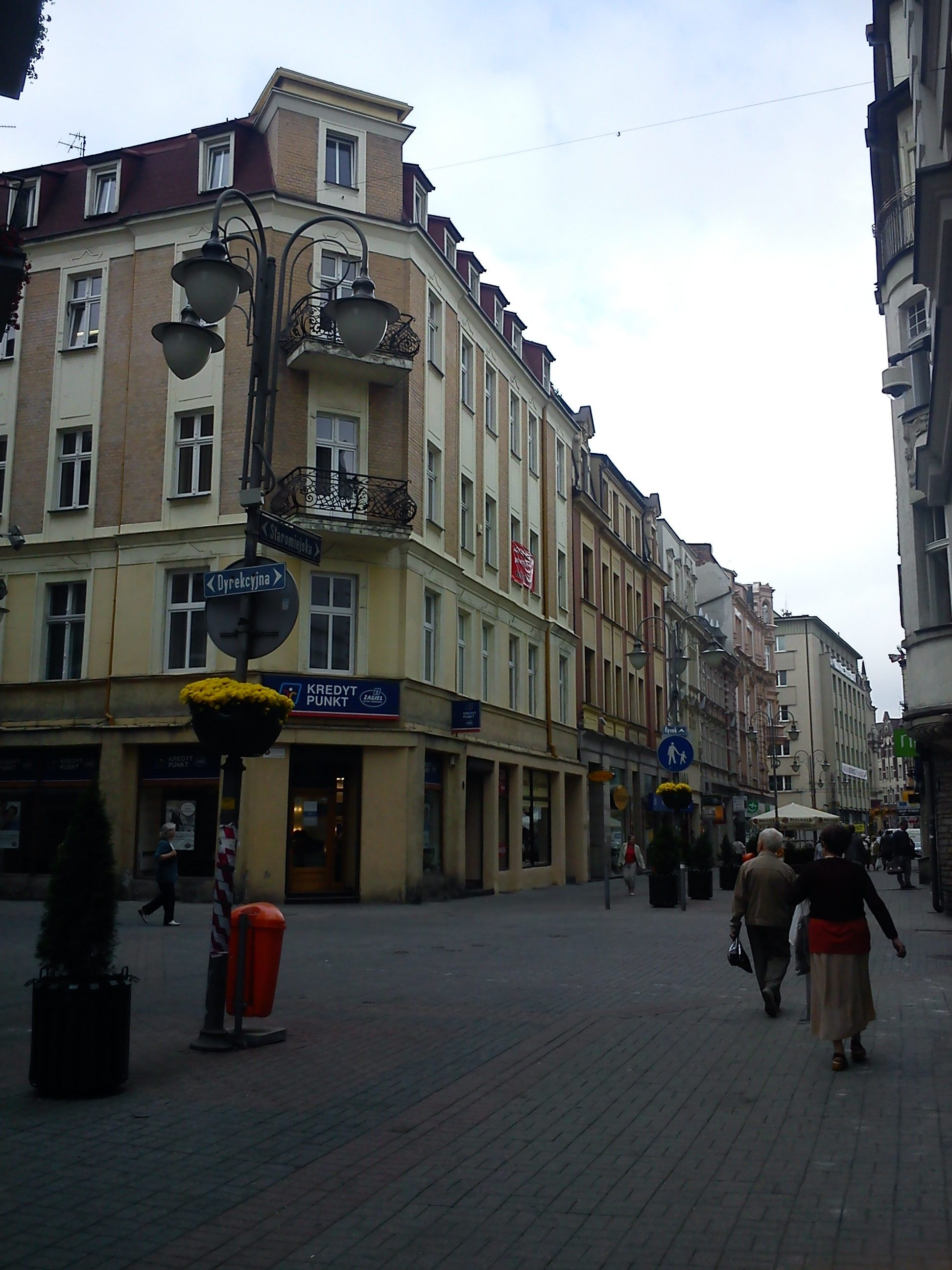
Ulica Staromiejska przy skrzyżowaniu z ul. Dyrekcyjną

Ulica Staromiejska w Katowicach – jedna z najstarszych ulic w katowickiej dzielnicy Śródmieście. Rozpoczyna swój bieg od skrzyżowania z ulicą św. Jana obok Rynku. Krzyżuje się z ulicą Dyrekcyjną. Kończy bieg przy ulicy Andrzeja Mielęckiego. Przez władze miasta ulica jest zaliczana do przestrzeni publicznych o funkcji reprezentacyjnej i integrującej.

## Historia
Ulica początkowo była częścią traktu, prowadzącego do Mysłowic. W 1856 została skrócona, jej bieg wyprostowano; ulicę nazwano Querstraße (pol. Poprzeczna). Dzięki staraniom hrabiego Thiele-Wicklera w latach 60. XIX wieku w Katowicach powstały pierwsze kanały. Służyły odprowadzaniu ścieków z zabudowań dworskich. Jeden z nich przebiegał od skrzyżowania Querstraße, obecnie ul. Staromiejskiej, z ulicą Johanesstraße, dzisiejszą ul. św. Jana, przez ulicę Pocztową, do stawu hutniczego Huty Marta powstałego z rozlewiska potoku Rawa. W 1902 powstała księgarnia polska "Górnoślązak" Telesfora Nowickiego. W 1905 przy tej ulicy działało nielegalne Towarzystwo im. Tomasza Zana, jego siedzibą była polska księgarnia T. Nowickiego. Na parterze oficyny z numerem 17 od 1907 do początku II wojny światowej działał teatr, przekształcony w 1911 w kinoteatr Apollo (potocznie nazywany był "jamą występków"). Od 1909 wprowadzono w nim stałe projekcje filmowe. Teatr wznowił pracę w 1954; nosił między innymi nazwy: "Satyry", "Komedia" i "Rozmaitości". W kamienicy nr 5 działa najstarsza restauracja na ul. Staromiejskiej – Tatiana (pierwszą była restauracja pod numerem 2, ale została zlikwidowana). W latach międzywojennych nosiła nazwę Carlton. W latach 1922–34 ulica nosiła nazwę Staromiejska. W 1934 nadano jej imię zamordowanego przez nacjonalistów ukraińskich Bronisława Pierackiego. W latach niemieckiej okupacji Polski (1939–1945) nosiła nazwę Mollwitzstraße, w latach 1945–1947 Bronisława Pierackiego, w latach 1947–1950 Wojciecha Korfantego, w latach 1950–1990 Józefa Wieczorka'. Uchwałą Rady Miasta Katowice nr VIII/44/90 z 8 października 1990 przywrócono nazwę Staromiejska. W 1996 ulicę przekształcono w deptak.
W kamienicy poir nr. 14 mieszkał Stanisław Rochowiak, natomiast pod nr. 7 urodził się Sławomir Idziak. Józef Holas (dziadek artysty) kupił w 1933 zakład fotograficzny pod tym numerem od Langego. Wojna i okupacja nie przerwała pracy zakładu.

## Opis
Przy ulicy Staromiejskiej znajdują się następujące historyczne obiekty:
- Zabytkowa kamienica mieszczańska (ul. Staromiejska 1, ul. św. Jana 6), wpisana do rejestru zabytków (nr rej.: A/1393/89 z 23 października 1989[17], obecnie A/1203/23[18]), wzniesiona na początku XX wieku w stylu eklektyzmu, łączącego elementy neorenesansu, neogotyku i neobaroku[19]. Pierwotnie fasada była bogaciej zdobiona, wykusz podpierały figury atlantów, wieńczyła go wieżyczka (rozebrana w 1929), elewację północną zdobił balkon. Budynek wzniesiono na planie zbliżonym do prostokąta o zwartej bryle, z wykuszem w narożu. Elewacje frontowe są niesymetryczne, licowane białą cegłą glazurowaną (elewacja północna trójosiowa, zachodnia – dwuosiowa). W umieszczonej głównie w naczółkach i płycinach podokiennych dekoracji dominują motywy antropomorficzne, abstrakcyjno-geometryczne i roślinne.
- Kamienica mieszkalno-handlowa (ul. Staromiejska 2), wpisana do rejestru zabytków (nr rej.: A/1441/91 z 31 października 1991[17]); wzniesiona w 1894 przez R. Czieślika, w 1911 odnowiono jej fasadę, w latach 1913–1914 przebudowano parter i pierwsze piętro (proj. Alberta Köhlera); kamienica została wybudowana w stylu eklektycznym z dominującymi elementami neobaroku. Wzniesiono ją na planie prostokąta z oficynami bocznymi i tylną (tworzą czworokąt zabudowy wokół wewnętrznego dziedzińca). Budynek posiada cztery kondygnacje oraz symetrycznie ukształtowaną elewację frontową (zwieńczona konsolowym gzymsem). Nad obramieniami umieszczono wolutowy naczółek wypełniony dekoracją sztukatorską (głowy lwów, figury orłów)[19]. Od października 1922 w kamienicy księgarnię prowadził łódzki księgarz Ludwik Fiszer; w 1928 pracowało w niej dwadzieścia osób[20].
- Kamienica mieszczańsko-handlowa (ul. Staromiejska 3), wzniesiona w ostatnim dziesięcioleciu XIX wieku, według projektu nieznanego autora, w stylu eklektycznym z elementami klasycyzującego neobaroku. Wybudowano ją na rzucie prostokąta, z jedną oficyną boczną. Bryła budynku jest zwarta i prosta, posiada trzy kondygnacje, podpiwniczenie, poddasze, dachem dwuspadowy o stromej połaci frontowej z umieszczonymi na niej mansardami. Parter został wtórnie przebudowany oprócz bramy wjazdowej, usytuowanej na pierwszej osi. Pozostała część elewacji frontowej jest symetryczna, sześcioosiowa. Osie pierwsza i ostatnia tworzą nieznaczny, pozorny ryzalit. Na wysokości trzeciej kondygnacji ujęte są z obu stron pasami boniowania. Detale architektoniczne, takie jak naczółki, obramienia okienne, gzymsy są tynkowane. Prostokątne okna ujęto w proste obramienia zwieńczone gzymsami. Jedynie nad oknami drugiej kondygnacji znajdują się trójkątne naczółki z przedstawieniami głów kobiecych.
- Kamienica mieszkalno-handlowa (ul. Staromiejska 5)[21], wzniesiona pod koniec XIX wieku w stylu eklektycznym z elementami neobaroku i neorokoka, autorem projektu był najprawdopodobniej budowniczy Czieślik; nadbudowana w latach trzydziestych XX wieku. Wybudowano ją na planie prostokąta, z oficyną tylną. Bryła jest zwarta, z nieznacznym ryzalitem pozornym na osi skrajnej, cztrokondygnacyjna, podpiwniczona, nakryta dwuspadowym dachem. Parter został wtórnie przebudowany. Na pierwszej osi znajduje się brama przejazdowa. Trójosiową, niesymetryczną elewację frontową wytynkowano. Pierwsza oś jest szersza i tworzy nieznaczny pozorny ryzalit. Trzecią kondygnację wieńczy gzyms oparty na konsolach. Dość bogaty detal architektoniczny wykonano z tynku oraz wyrzeźbiono w kamieniu. Prostokątne okna opięto uszatymi opaskami. W naczółkach okien (trójkątnych na drugiej kondygnacji i łukowych na trzeciej kondygnacji) znajdują się dekoracje sztukatorskie roślinne, antropomorficzne, wyobrażenia muszli. Najbogatszą dekorację zyskała szersza, skrajna oś. Zachowały się dwubiegowe schody z metalową ozdobną balustradą, a na klatce schodowej – jedno oryginalne okno z kolorowymi szybkami. W latach międzywojennych w kamienicy działała restauracja Carlton, której właścicielem był Karol Łukaszek[22].
- Zabytkowa kamienica (ul. Staromiejska 6, u zbiegu z ul. Dyrekcyjną), wpisana do rejestru zabytków (nr rej.: A/1544/94 z 29 sierpnia 1994[17], nr rej.: A/676/2020 z 17 lipca 2020[23]); wzniesiona w latach 1904–1906 w stylu modernizmu, prawdopodobnie według projektu Ignatza Grunfelda. W latach 50. XX wieku przebudowano i adaptowano na kondygnację użytkową poddasze. Budynek wzniesiono na planie litery "U". Bryła jest dwuskrzydłowa, z narożnym dwukondygnacyjym wykuszem. Tynkowaną elewację ukształtowano niesymetrycznie. Pod oknami trzeciej kondygnacji znajdują się płyciny z dekoracją sztukatorską o geometrycznych motywach, narożnik zdobią pionowe pasy. Oba skrzydła zamykają loggie balkonowe. Dwubiegowe schody przebudowano (posiadają metalową, ozdobną, oryginalną balustradę)[19]. W latach międzywojennych w kamienicy znajdowała się kawiarnia Opera Hermana Gorlitza[22].
- Kamienica mieszkalno-handlowa (ul. Staromiejska 8)[21]; została wybudowana pod koniec XIX wieku według projektu niemieckiego architekta Grünberga. W dwudziestoleciu międzywojennym przyjmował tu lekarz dr Henryk Weinberg, a do 1914 lekarz chorób kobiecych Eduard Preis[24].
- Zabytkowa kamienica mieszczańska (ul. Staromiejska 10)[21]; została wzniesiona w 1892 w stylu eklektycznym z elementami neogotyku i secesji. Jest to budynek narożny z wykuszami umiejscowionymi w narożu. Elewację kamienicy wyłożono glazurowaną białą cegłą. Dekoracje i sztukaterie umieszczono głównie nad oknami. W latach międzywojennych w budynku swoją siedzibę miał Bank Dyskontowy[25] oraz skład materiałów technicznych M. Stahla[22] i sklep odzieżowy "Bobrek"[26].
- Zabytkowa kamienica (ul. Staromiejska 14)[21]; wzniesiona według projektu A. Scheera w stylu neobarokowym z wieżyczką w narożu. Elewację budynku wyłożono żółtą cegłą. Trójdzielne prostokątne okna wydzielono pasami tynku. Najwyższą tynkowaną kondygnację budynku oddzielono gzymsem. Zachowały się płytki ceramiczne, którymi obłożono ściany w sieni. W latach międzywojennych w budynku mieściła się jadłodajnia Tatrzańska[10][22] oraz biuro Robotniczego Towarzystwa Sportowego i Komisji Okręgowej Związków Zawodowych[27]. Od 1945 działalność rozpoczął bar "Cichy Barek"[27].
- Połączone kamienice mieszkalno-usługowe (ul. Staromiejska 17 i 19)[21]. Kamienica nr 17 została wzniesiona około 1899 r.[28], zaś kamienica nr 19 - w 1896 r., według projektu Ericha Kaila w stylu eklektycznym z elementami zaczerpniętymi z neorenesansu północnego (niemieckiego). W 1907 r. w budynkach, należących do Paula Knelera, otwarto restaurację i teatr kabaretowy, prowadzony przez Aloisa Swobodę. W 1911 r. budynki odkupili bracia Alexander i Marceli Moscovitch, którzy zmienili nazwę teatru na "Apollo". Jego sala miała wytworny wystrój, balkony, a część miejsc usytuowanych było przy stolikach z konsumpcją. Według ówczesnej reklamy, codziennie od 8 wieczorem przedstawiano w niej variétés. Czynny był również bar "Apollo".[29] W latach międzywojennych właścicielami domu nr 17 dalej byli bracia Moscovitch[29], natomiast właścicielką sąsiedniej kamienicy (nr 19) była Berta Anita Teresa Moscovitch. Prowadziła ona kabaret "Femina", a w budynku i oficynie mieściły się mieszkania służbowe tego kabaretu.[30] W sali teatralnej uruchomiono kino Casino[22] na 600 miejsc[31], a obok dancing-bar "Tabarin"[10]. W budynku nr 19 w połowie lat 30. funkcjonował "Bar Krakowski"[10], prowadzony przez Wawrzyna Kowalskiego, mieszkającego zresztą po sąsiedzku, pod nr 17 m. 2.[30] Po II wojnie światowej, 30 grudnia 1954 r., w sali dawnego kina otwarto "Teatr Satyry". Kilka lat później, 1 grudnia 1958 r., został on włączony organizacyjnie do Teatru Śląskiego. Początkowo scena działała pod nazwą "Teatr Komedia", zaś od 1961 r. pod nazwą "Teatr Rozmaitości", wybraną w ramach plebiscytu ogłoszonego przez katowicką popołudniówkę "Wieczór". W teatrze grano zarówno lżejszy repertuar jak i poważniejsze sztuki. "Rozmaitości" zostały zamknięte 22 grudnia 1971 r. ze względu na rzekome zagrożenie pożarowe.[29]
- Kamienica mieszkalno-handlowa (ul. Staromiejska 21, u zbiegu z ul. Andrzeja Mielęckiego), wpisana do rejestru zabytków (nr rej.: A/1542/94 z 1 marca 1994[17], A/723/2020 z 26 października 2020[32]); wzniesiona w 1905 w stylu secesyjnym, według projektu architekta Fryderyka Jaunicha[19]. Wybudowano ją na planie odwróconej litery "L". Posiada cztery kondygnacje, ścięty narożnik z wykuszem i narożną wieżę. Osie narożne tworzą nieznaczny, pozorny ryzalit. W elewacji północnej na drugiej osi znajduje się bogato zdobiony portal z kartuszem z datą 1905. Od 1945 w budynku działała kawiarnia Tomasza Sarnowskiego[27].

Przy ul. Staromiejskiej znajdują się także inne historyczne kamienice (pod numerami 4, 7, 11, 12, 13/15).
Przy ulicy Staromiejskiej swoją siedzibę mają: banki, kantory, księgarnia, kancelarie prawnicze, Badanie Rynku i Opinii Społecznej S.C., szkoły językowe, firmy handlowo-usługowe, siedziby redakcji gazet, Biblioteka Regionalna PTTK – Pracownia Krajoznawcza.